# Kasey Kahne
Kasey Kenneth Kahne (Enumclaw, 10 aprile 1980) è un pilota automobilistico statunitense,  attualmente corre in NASCAR nella categoria Sprint Cup Series e fa parte del team Hendrick Motorsports.
Kahne debuttò in NASCAR al Daytona International Speedway alla Daytona 500 del 2004. Ha conseguito la sua prima vittoria al Richmond International Raceway nel 2005.

## Collegamenti esterni

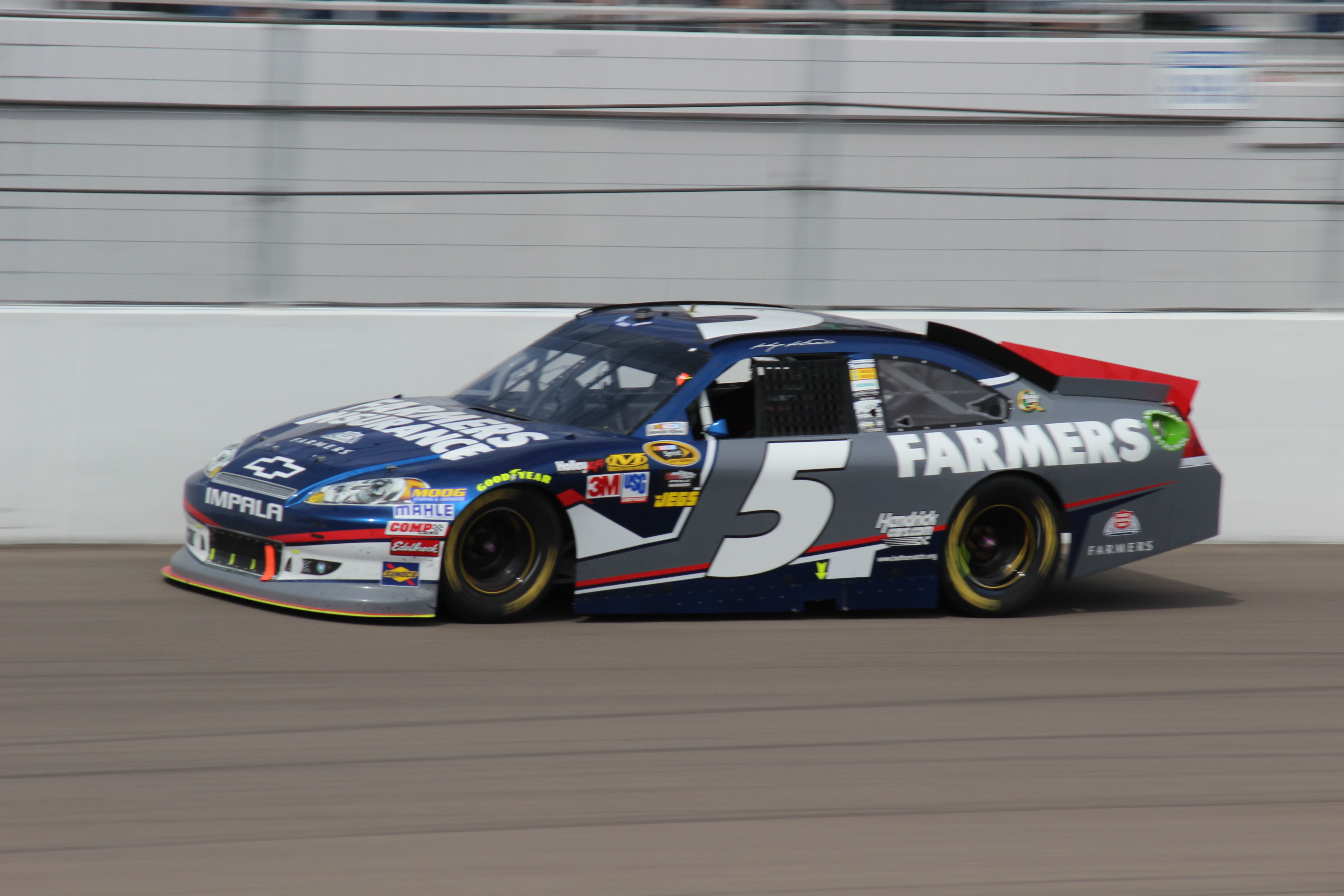
Kahne nel 2012

## Risultati

### Daytona 500
| Anno | Team                         | Costruttore | Inizio | Arrivo |
| ---- | ---------------------------- | ----------- | ------ | ------ |
| 2004 | Evernham Motorsports         | Dodge       | 27     | 41     |
| 2005 | Evernham Motorsports         | Dodge       | 37     | 22     |
| 2006 | Evernham Motorsports         | Dodge       | 27     | 11     |
| 2007 | Evernham Motorsports         | Dodge       | 28     | 7      |
| 2008 | Gillett Evernham Motorsports | Dodge       | 10     | 7      |
| 2009 | Richard Petty Motorsports    | Dodge       | 15     | 29     |
| 2010 | Richard Petty Motorsports    | Ford        | 4      | 30     |
| 2011 | Team Red Bull                | Toyota      | 11     | 25     |
| 2012 | Hendrick Motorsports         | Chevrolet   | 20     | 29     |
| 2013 | Hendrick Motorsports         | Chevrolet   | 6      | 36     |
| 2014 | Hendrick Motorsports         | Chevrolet   | 5      | 31     |
| 2015 | Hendrick Motorsports         | Chevrolet   | 13     | 9      |
| 2016 | Hendrick Motorsports         | Chevrolet   | 13     | 13     |
| 2017 | Hendrick Motorsports         | Chevrolet   | 26     | 7      |
| 2018 | Leavine Family Racing        | Chevrolet   | 26     | 34     |